# Rue Saint-Maur (Liège)
Pour les articles homonymes, voir Rue Saint-Maur (homonymie).
La rue Saint-Maur est une rue ancienne de Liège en Belgique (région wallonne). 

## Situation et accès
Située dans le quartier et de la colline de Cointe, cette voie pavée en grande partie, d'une longueur d'environ 410 m, relie le quartier des Guillemins situé dans la vallée de la Meuse à la colline de Cointe. Elle s'élève rapidement sur le flanc oriental de la colline de Cointe en alternant zones bâties (parties inférieure et supérieure de la rue) et zones vertes arborées (au milieu de la côte). La rue en forte côte passe de l'altitude 70 m à l'altitude 125 m soit une pente moyenne de 13,5 %.
Voiries adjacentes
- Rue Mandeville
- Rue des Jonquilles (escalier)
- Rue des Moineaux
- Rue du Puits

## Origine du nom
La rue rend hommage à Saint Maur né à Rome vers 512 et mort vers 584.

## Historique
Cette rue en côte était jadis une ruelle qui escaladait la colline de Cointe. Un premier oratoire avait été érigé en 1402 à l'emplacement de la chapelle Saint-Maur actuelle (voir ci-dessous). Il est probable que cette ruelle soit contemporaine, voire antérieure, à la construction de cet oratoire. Avant 1850, la partie basse de la rue Saint-Maur se prolongeait à l'endroit où se situe la voie ferrée et se poursuivait à l'emplacement de l'actuelle rue Lesoinne jusqu'à la rue de Fragnée.

## Bâtiments remarquables et lieux de mémoire

### Chapelle Saint-Maur
La chapelle Saint-Maur a été construite en 1673 et se situe au no 64. Bâtie principalement en brique, elle compte une seule nef, un chevet à pans coupés et un clocheton carré. Trois petites dalles encastrées dans le mur à droite de la porte d'entrée portent les inscriptions : " ST MAVRE ORA PN 66, SINE DEO NIHIL 1673 et SOLI DEO HONOR ET GLORIA". Elle a été désacralisée en 1969 et restaurée en 1996 et 1997. L'édifice est repris sur la liste du patrimoine immobilier classé de Liège depuis 1989.

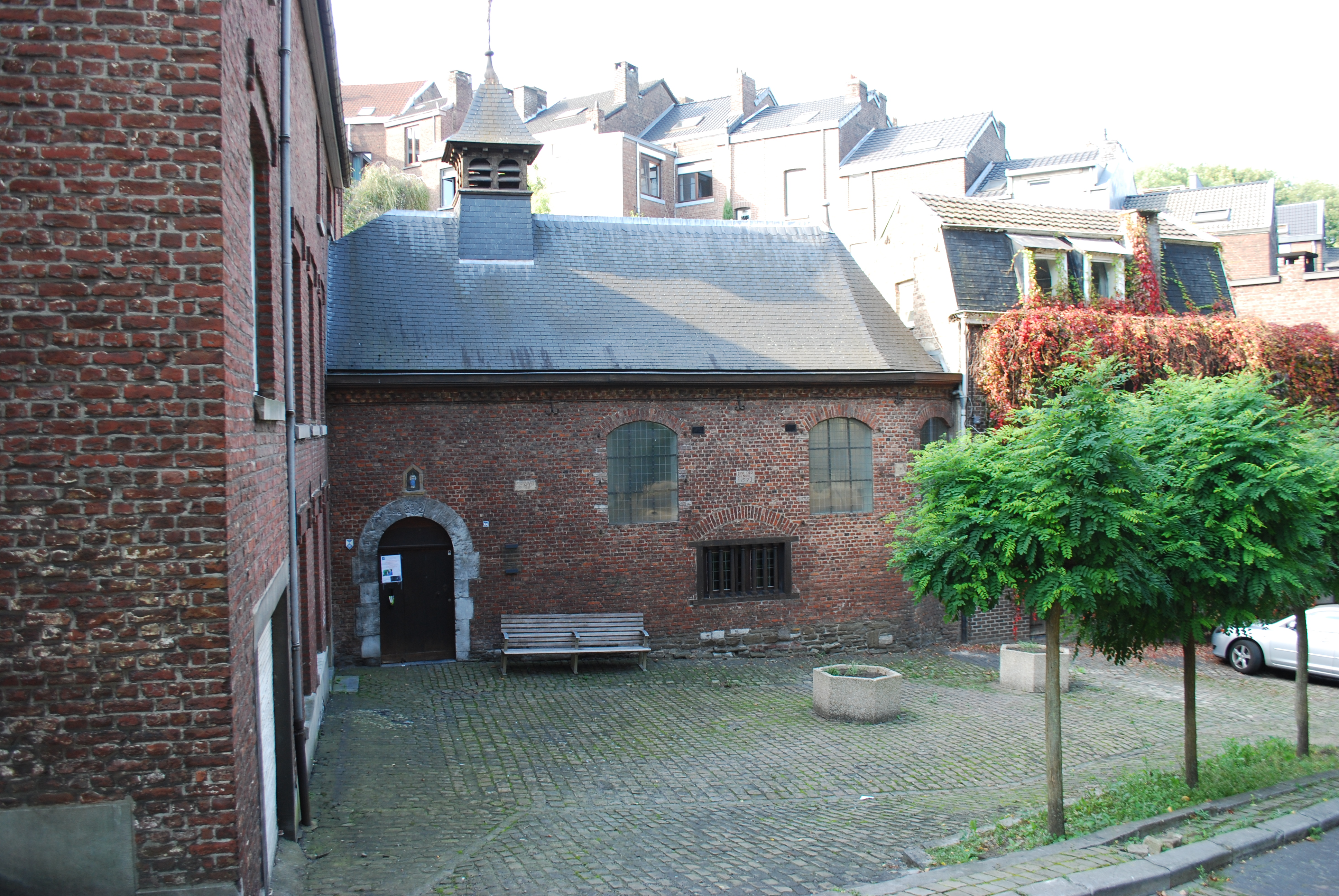
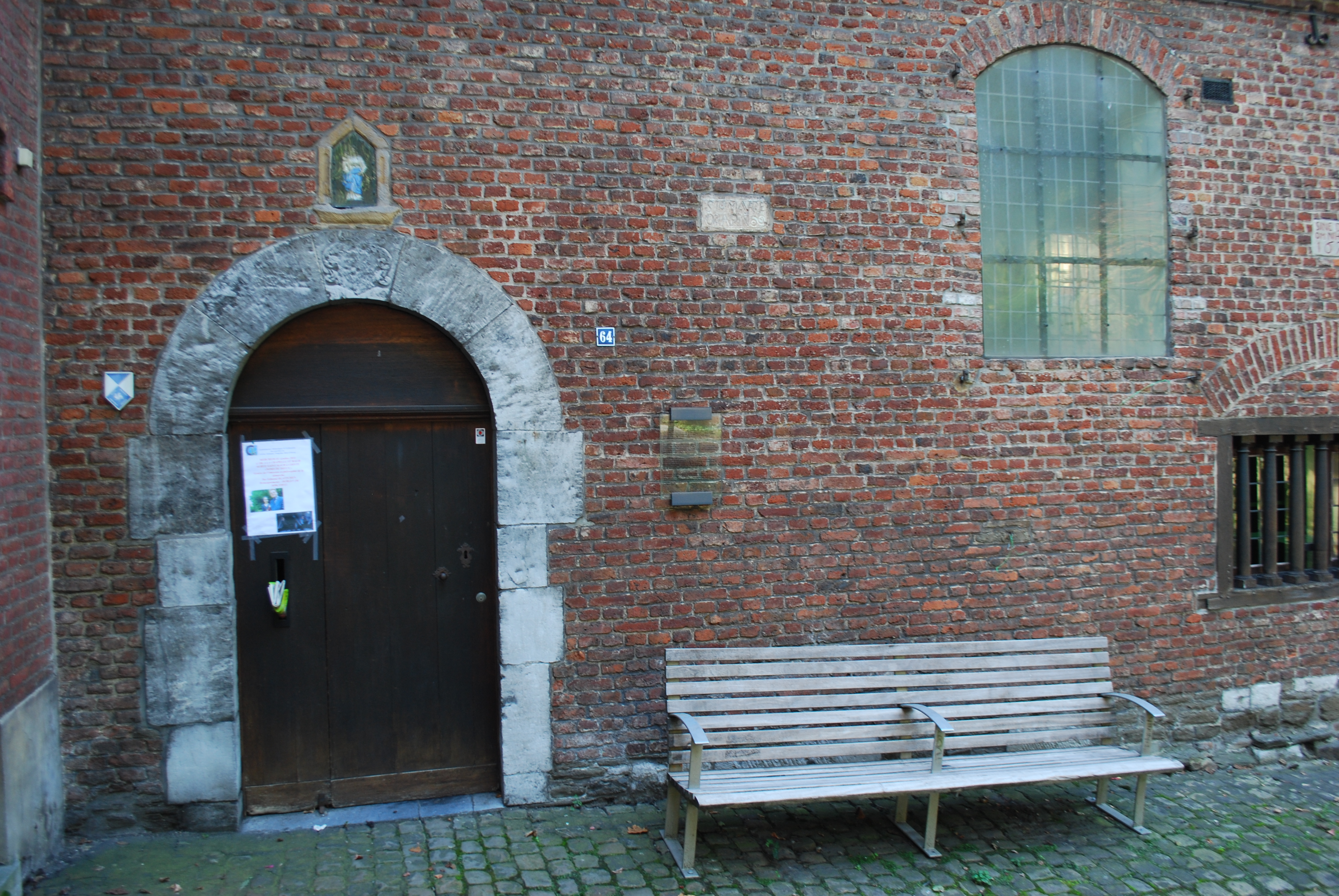

### Source et lien externe
- Claude Warzée, « Les origines du parc privé de Cointe », sur Histoires de Liège, 28 octobre 2015 (consulté le 5 août 2023)